# Thomas de Leu
Thomas de Leu (ou 'Leeuw, ou Leup - 1560 - 1612) foi um gravurista francês de origem neerlandesa.
Começou seus trabalhos na Antuérpia, a princípio influenciado pelos Wierix. Transferiu-se a Paris em 1576, onde trabalhou com Jean Rabel. Foi um dos mais importantes gravadores de seu tempo.
Era genro de Antoine Caron, um dos principais pintores da segunda escola de Fontainebleau, e foi sogro dos gravadores em talho-doce Léonard Gauthier e Jaspar Isaac. Foi sogro também de Claude Vignon.